# Astrid (satellit)
Astrid-1 och Astrid-2 var två svenska mikrosatelliter utvecklade av Rymdbolaget för Rymdstyrelsen. 

## Astrid-1
Astrid-1 var Sveriges tredje satellit avsedd för vetenskap och den första mikrosatelliten. Satelliten sköts upp den 24 januari 1995 med en Kosmos-3M raket från Plesetsk kosmodrom i Ryssland. Astrid-1 sköts upp tillsammans med den ryska navigationssatelliten Tsikada 1. Den ryska satelliten var utrustad med två speciella adaptrar för att kunna bära med sig två mikrosatelliter . 
Den 27 september 1995 avslutades uppdraget med Astrid-1. Dock hade satellitens instrument redan blivit inoperabla den 1 mars.

### Satellitinformation
Astrid-1 vägde 27 kg. Satellitens omloppsbana var på mellan 968 och 1026 kilometer i 82,9 graders inklination.

### Uppdrag
Astrid-1 skulle studera de neutrala partiklarnas roll i jordens magnetosfär och jonosfär. Instrumenten bestod av ett avbildande neutralpartikelinstrument (PIPPI), en liten kamera för ultraviolett och visuellt ljus (MIO) och en elektronspektrometer (EMIL) .

### Namnet
Satelliten Astrid var namngiven efter kvinnonamnet Astrid och inte som man kanske kunde misstänka, efter Astrid Lindgren. Förslaget att uppkalla instrumenten ombord på Astrid-1 efter Astrid Lindgrens figurer kom faktiskt från en rysk deltagande forskare. Astrid Lindgren sade att folk kanske skulle kalla henne Asteroid Lindgren istället .

## Astrid-2
Astrid-2 var Sveriges andra mikrosatellit. Satelliten sköts upp den 10 december 1998 med en Kosmos-3M raket från Plesetsk i Ryssland.
Övervakning och styrning skedde från en markstation vid Rymdbolagets kontor i Solna, och mottagna instrumentdata och telemetri överfördes via Internet till forskargrupperna. Det sattes även upp en markstation på den sydafrikanska forskningsbasen SANAE för mottagning av data, som spelades in på magnetband för att senare skickas till Sverige.
Den 24 juli 1999 tappade man kontakten med satelliten. Under sina 7 och en halv månader i rymden levererade Astrid-2 en stor mängd information till forskarna. 

### Satellitinformation
Astrid-2 vägde 30 kg. Satelliten var i omloppsbana på mellan 968 och 1014 kilometer i 82,9 graders inklination .

### Uppdrag
Astrid-2:s uppgift var att göra detaljerade studier av polarskenet och dess uppkomst. Astrid-2 gjorde mätningar i jordens magnetosfär av de elektriskt laddade partiklar som hålls samman av jordens magnetfält. Uppdraget hoppades man skulle klargöra processerna bakom polarsken, speciellt studerade man de snabba uppgående och nedgående partikelströmmarna. Mätinstrumenten ombord, framtagna av Institutet för rymdfysik i Kiruna och Uppsala och KTH i Stockholm, var EMMA (Electrical and Magnetic field Monitoring of the Aurora), LINDA (Langmuir INterferometer and Density experiment for Astrid-2), MEDUSA (Miniaturized Electrostatic DUal-tophat Spherical Analyzer) och PIA (Photometers for Imaging the Aurora).